# Afrorestia
Afrorestia (лат.) — род жуков-листоедов (Chrysomelidae) из трибы земляные блошки (Alticini, Galerucinae). 20 видов. Африка и Мадагаскар. Обладают прыгательными задними ногами с утолщёнными бёдрами. Усики 11-члениковые (3-й сегмент короче первого). Пронотальный шов прямой, окруженный двумя длинными латеральными килями. Лоб короткий. Задние голени с одной вершинной шпорой. Питаются растениями семейства Зонтичные (Apiaceae).